# Anapistula
Anapistula là một chi nhện trong họ Symphytognathidae.

## Các loài
- Anapistula appendix Tong & Li, 2006 — China
- Anapistula aquytabuera Rheims & Brescovit, 2003 — Brazil
- Anapistula ataecina Cardoso & Scharff, 2009 — Portugal
- Anapistula australia Forster, 1959 — Queensland
- Anapistula ayri Rheims & Brescovit, 2003 — Brazil
- Anapistula bebuia Rheims & Brescovit, 2003 — Brazil
- Anapistula benoiti Forster & Platnick, 1977 — Congo
- Anapistula bifurcata Harvey, 1998 — Northern Territory
- Anapistula boneti Forster, 1958 — Mexico
- Anapistula caecula Baert & Jocqué, 1993 — Ivory Coast
- Anapistula cuttacutta Harvey, 1998 — Northern Territory
- Anapistula guyri Rheims & Brescovit, 2003 — Brazil
- Anapistula ishikawai Ono, 2002 — Japan
- Anapistula jerai Harvey, 1998 — Malaysia, Borneo, Kalimantan, Krakatau
- Anapistula orbisterna Lin, Pham & Li, 2009 — Vietnam
- Anapistula panensis Lin, Tao & Li, 2013 — China
- Anapistula pocaruguara Rheims & Brescovit, 2003 — Brazil
- Anapistula secreta Gertsch, 1941 — USA to Colombia, Bahama Islands, Jamaica
- Anapistula seychellensis Saaristo, 1996 — Seychelles
- Anapistula tonga Harvey, 1998 — Tonga
- Anapistula troglobia Harvey, 1998 — Western Australia
- Anapistula ybyquyra Rheims & Brescovit, 2003 — Brazil
- Anapistula yungas Rubio & González, 2010 — Argentina
- Anapistula zhengi Lin, Tao & Li, 2013 — China